# Eria lasiorhiza
Eria lasiorhiza är en orkidéart som beskrevs av Rudolf Schlechter. Eria lasiorhiza ingår i släktet Eria och familjen orkidéer.
Artens utbredningsområde är Sumatera.

## Underarter
Arten delas in i följande underarter:
- E. l. lasiorhiza
- E. l. unifolia